# Douche and Turd
«Douche and Turd» es el octavo episodio de la octava temporada de la serie animada de televisión South Park, y el episodio 119 en general. Fue escrito por el cocreador de la serie Trey Parker, y se emitió por primera vez en Comedy Central en los Estados Unidos el 27 de octubre de 2004, justo antes de las elecciones presidenciales de ese año.
En el episodio, PETA protesta contra el uso de una vaca como mascota de South Park Elementary, lo que provocó que el alumnado celebrara una elección para elegir una nueva mascota. A medida que se acercan las elecciones, Kyle trata de convencer a todos de que su candidato, un «lavado», es mejor que el candidato de Cartman, un «sándwich de mojón». Mientras tanto, Stan termina siendo exiliado de South Park después de negarse a votar por lavado o mojón.

## Argumento
Durante un mitin en la Escuela Primaria de South Park, un grupo de manifestantes locales de PETA protestan por el uso de una vaca como mascota de la escuela. La escuela acepta elegir una nueva mascota y se les dice a los estudiantes que voten por dicha nueva mascota. Avergonzados por las opciones insípidas, los niños deciden completar un candidato de broma, pero no están de acuerdo sobre si debería ser un «idiota gigante» o un «sándwich de mierda». Kyle reúne a sus amigos para que completen al idiota gigante, y Cartman reúne apoyo para el sándwich de mierda. El resultado es que los dos candidatos de broma obtienen la mayor cantidad de votos y los estudiantes deben elegir entre los dos en una elección.
Stan no ve el sentido de votar entre los dos candidatos, ya que son exactamente iguales en su opinión, y declara que no votará en absoluto, para consternación de todos. Stan está igualmente consternado, preguntándose por qué a alguien le importaría un ejercicio tan inútil. Habla de eso con sus padres en la cena, pero a sus padres no les impresiona su apatía e incluso se pelean por quién debería ganar cuando Stan les explica quiénes son los dos competidores. Esto da como resultado que Kyle llame a Sean «Puff Daddy» Combs, quien intimida a Stan con una campaña literal: Vote or Die (Vota o Muere). Mientras tanto, la campaña continúa, con los partidarios del sándwich de mierda reuniéndose contra los partidarios del idiota gigante, utilizando el soborno y el miedo para obtener apoyo.
En el momento de las elecciones, Stan acepta votar después de ser perseguido por Combs y sus asociados por las calles con armas. Sin embargo, cuando está a punto de votar por el sándwich de mierda, se da cuenta de que Kyle solo quería que votara para que ganara el idiota gigante, y Kyle exige que cambie su voto. Disgustado con el proceso electoral, Stan una vez más se niega a votar. La administración de la escuela decide que debe ser desterrado de la ciudad por toda la eternidad o hasta que decida que votar es importante. Literalmente, la gente del pueblo lo escupe y le arrancan la camisa pieza por pieza, antes de que lo suban a un caballo, lo aten con un balde en la cabeza y lo envíen al bosque, para gran irritación de Stan por lo lejos que están. Irán a probar su punto, con el padre de Butters haciendo sonar un cuerno para indicarle al caballo que escolte a Stan.
El caballo de Stan lo lleva al azar a un complejo de PETA donde descubre que los miembros de la organización viven cerca de los animales, practican la zoofilia e incluso se cruzan con ellos. Stan explica su destierro a los miembros de PETA, quienes le dicen que una elección «siempre es entre un imbécil y un idiota» porque son las únicas personas que adulan lo suficiente como para llegar tan lejos en la política. Combs aparece en el campamento para matar a Stan, pero un miembro de PETA lo distrae y arroja un balde de pintura roja sobre su abrigo de piel. Combs y su pandilla toman represalias matando a tiros a todos los miembros de PETA. Los animales huyen y Stan logra escapar, pero recibe un disparo en el brazo.
Al regresar a South Park, Stan finalmente se convence de votar y elige al sándwich de mierda. A pesar de su voto, el idiota gigante aún gana las elecciones, 1410 a 36. Stan inicialmente señala que su voto no importó, pero sus padres le informan a su hijo que todos los votos importan, incluso si es para el bando perdedor. De repente, el Sr. Garrison corriendo con la noticia de que los miembros de PETA han sido descubiertos asesinados. Como resultado, la vaca vuelve a ser la mascota de la Escuela Primaria South Park. Randy le dice a Stan que ahora su voto no importa, dejando a Stan con una expresión de horror por haber pasado por tantos problemas para nada.

## Recepción y lanzamiento
Slate describió el episodio como «el epítome de todo lo bueno del programa».
«Douche and Turd», junto con los otros trece episodios de la octava temporada de South Park, fue lanzado en un DVD de tres discos en los Estados Unidos el 29 de agosto de 2006. El conjunto incluye breves comentarios de audio de los cocreadores de la serie Trey Parker y Matt Stone para cada episodio.

## Política
Según Nick Gillespie de la revista Reason, este episodio «resume en gran medida cómo la mayoría de los libertarios abordan la política». «Douche and Turd» se usan nuevamente en el episodio de la temporada 20 «Member Berries» y episodios posteriores de la temporada, en los que se refieren a Donald Trump (representado por el Sr. Garrison) y Hillary Clinton, respectivamente, en las elecciones presidenciales de 2016.
El episodio se ha utilizado para demostrar el valor cercano a cero de un voto individual, el valor intrínseco que las personas le dan al acto de votar en sí mismo, los problemas que surgen cuando los votantes deben elegir entre candidatos indeseables en lugar de entre temas, y el papel de las campañas políticas.